# ميلي برادي
ميلي برادي (بالإنجليزية: Millie Brady)‏ هي ممثلة بريطانية ولدت في لندن بإنجلترا. وهي معروفة بأدوارها في «ذا لاست كينغدوم» و «كبرياء وتحامل ووحوش الزومبي»، بدأت حياتها المهنية في عام 2014 ، ولعبت ابنة رجل الأعمال سيلفريدج.

## حياتها
في طفولتها تنقلت حول إنجلترا، التحقت بمدرسة سانت ماري أسكوت من سن 11 إلى 18 عامًا، وتقيم حاليًا في هامبستيد بشمال لندن مع شقيقتها في وقت سابق، انفصلت عن المغني ومؤلف الأغاني هاري ستايلز في عام 2013.

## روابط خارجية
- ميلي برادي على موقع IMDb (الإنجليزية)
- ميلي برادي على موقع أول موفي (الإنجليزية)
- ميلي برادي على موقع قاعدة بيانات الفيلم (الإنجليزية)